# Rusin (Ukraina)
Rusin (ukr. Русин) – wieś na Ukrainie, w rejonie sokalskim obwodu lwowskiego. Wieś liczy około 200 mieszkańców.
W II Rzeczypospolitej do 1934 samodzielna gmina jednostkowa. Następnie należała do zbiorowej wiejskiej gminy Waręż Miasto w powiecie sokalskim w woj. lwowskim. 
W marcu 1944 nacjonaliści ukraińscy z OUN - UPA zamordowali tutaj 10 Polaków.
Po wojnie wieś weszła w skład powiatu hrubieszowskigo w woj. lubelskim. W 1951 roku wieś wraz z mniejszą częścią gminy Waręż (którą równocześnie przekształcono w gminę Hulcze) została przyłączona do Związku Radzieckiego w ramach umowy o zamianie granic z 1951 roku.